# M829

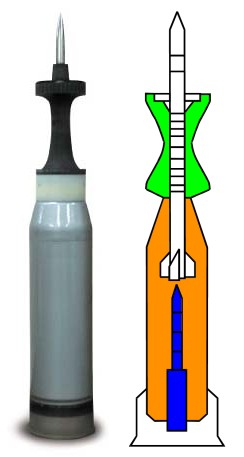
Nabój z pociskiem przeciwpancernym M829

Pocisk przeciwpancerny M829, amerykański pocisk typu APFSDS – podkalibrowy z rdzeniem ze zubożonego uranu i oddzielającym się po strzale sabotem. Stosowany jako amunicja armaty M256, która stanowi uzbrojenie m.in. czołgów M1A1 Abrams. Pocisk wszedł do uzbrojenia w 1985.
W 1991 na uzbrojenie wszedł ulepszony pocisk M829A1 który ze względu na swoją skuteczność otrzymał przydomek „srebrna kula”. Oba typy pocisków okazały się bardzo skuteczne w zwalczaniu czołgów chińskiej i radzieckiej produkcji należących do irackiej armii podczas wojny w Zatoce Perskiej. Zasięg skutecznego strzału szacowany jest na 3500 m, jednak podczas operacji Pustynna Burza zanotowano skuteczne strzały z odległości aż 4000 m.
Kolejne wersje pocisku A2 i wprowadzona do uzbrojenia w 2003 A3 są produkowane z zastosowaniem ulepszonych procesów technologicznych.

## Dane taktyczno-techniczne
- Kaliber: 120 mm
- Średnica rdzenia: 28 mm
- Masa naboju: 19,7 kg
- Masa pocisku: 7,03 kg
- Masa rdzenia: 4,5 kg
- Prędkość wylotowa: 1670 m/s
- Maksymalne ciśnienie w lufie: 510 MPa
- Przebijalność: 540 mm RHA[1](na odległość 2000 m)